# Læknishendr
Læknishendr, auch Laeknishendr, (alt-isländisch: ‚Heilende Hände‘) ist ein Demo der Viking-Metal-Band Falkenbach.

## Entstehungsgeschichte
Zwischen 1989 und 1996 nahm das einzige Mitglied von Falkenbach, Vratyas Vakyas, insgesamt neun Kassetten auf. Da über die meisten davon nur sehr wenig bekannt ist, lässt sich nicht sagen, die wievielte davon Læknishendr ist; die übrigen Aufnahmen waren nicht zur Weitergabe an ihm unbekannte Personen bestimmt. Sämtliche Lieder von Laeknishendr kamen bereits auf älteren Tapes vor.
1995 nahm Vratyas Vakyas im isländischen Nationalpark Þingvellir die nach seinen Angaben erste offizielle Kassette Læknishendr auf. Die Originalveröffentlichung wurde in einer Auflage von 33 Stück gefertigt und an verschiedene Plattenfirmen verkauft, jedoch haben viele der Plattenfirmen die Kassetten jedoch ohne Erlaubnis kopiert und teilweise sogar verkauft. Den Angaben von Vratyas Vakyas zufolge ging es ihm beim Versand der Kassette an Plattenfirmen nicht hauptsächlich um einen Plattenvertrag, sondern um Rückmeldung zu Musik und Texten. Heute gilt ein Original des Demos als gesuchte Rarität.

## Titelliste
1. Skirnir 04:44
2. Læknishendr 07:52
3. Blond 11:35
4. Wuotan Imposuerunt 07:25
5. Infernum 07:06
6. Asaland 03:11

Die im Internet verbreitere Bootleg-Version ist etwas zu schnell gespielt und deshalb um 2 Minuten kürzer.
Die Songs Skirnir, Læknishendr und Asaland wurden später neu aufgenommen und auf den Alben …En their medh riki fara…, Heralding – The Fireblade und Tiurida wiederveröffentlicht. Læknishendr erscheint ohne Intro auf dem 1995 von No Colours Records herausgegebenen Promo-Tape.

## Stil
Der Stil ist weitaus minimalistischer und düsterer als auf den folgenden Alben und der Sound recht verwaschen. Der Gesang ist hintergründiger als auf den Alben und teilweise mit einem Delay versehen, cleaner Gesang wird vergleichsweise selten verwendet. Alle Schlagzeugspuren wurden mit einem analogen Drumcomputer eingespielt. Anstatt einer Akustikgitarre wie auf den Alben verwendet Vakyas für die unverzerrten Zwischenspiele eine E-Gitarre.
Das Intro Skirnir beginnt mit einer epischen Keyboardmelodie, worauf ein schleppender Metal-Part folgt. Diese Version unterscheidet sich deutlich von der auf dem Album Heralding.
Der Titelsong Læknishendr beginnt mit einem cleanen Folk-ähnlichen Intro, welches auf den Wiederveröffentlichungen fehlt, mit fast 8 Minuten ist dieses die längste Version dieses Stücks. In der Mitte und am Ende wird die markante Folk-Melodie jeweils wiederholt.
Blond ist sehr schleppend und minimalistisch. Das Stück bedient sich Elementen des Doom Metals und enthält neben klarem Gesang, akustischen Interludien einige Passagen, bei welchen nur Wind- bzw. Wassergeräusche zu hören sind. Mit über 11 Minuten ist dies der längste Song. Wuotan Imposuerunt besteht aus einem langsamen, in Palm Mutes gespielten E-Gitarren-Rhythmus, über welchem eine hypnotische Keyboardmelodie liegt, diese Melodie wird nur von einem kurzen interludium und einem Blastbeat-Part unterbrochen.
Infernum ist ein sehr schnelles, im norwegischen Black-Metal-Stil gespieltes Lied. Die ersten 3 Minuten bestehen größtenteils aus Blastbeats und gekeiftem Gesang, stellenweise sind psychedelische Keyboards zu hören. Darauf folgt ein atmosphärischer Part, in welchem ein Horn erklingt, darauf folgt ein epischer Beat. Die letzten drei Minuten sind mit den ersten drei identisch, enthalten aber keinen Gesang. Das Outro Asaland beginnt mit einer cleanen, mit einem Echo versehenen Gitarrenmelodie, welche zum Ende des Stückes von Keyboard, Schlagzeug und E-Gitarre begleitet wird.

## Texte
Die Texte von Skirnir und Læknishendr sind in altnordischer Sprache geschrieben, letzter entstammt der Edda, Sigrdrífumál, Vers 4 und 5. Infernum enthält eine Textpassage aus der Schrift Germania des Tacitus. Dort werden Krieger beschrieben, welche ihre Haut schwarz anmalen. Da sich dieser Song am norwegischen Black Metal orientiert, ist der Text eine Art Hommage an das in der dortigen Szene verwendete Corpsepaint.

## Kritiken
Sic von Myrrthront.de nannte Laeknishendr „selbst für ein Demo absolute Klasse“ und verglich den Stil mit Enslaveds Frost.